# Ishøj
Ishøj es un municipio de la región de Hovedstaden, en el noreste de la isla de Selandia. Mantiene el territorio anterior de la comuna de Ishøj tras la reforma de 2007.
El municipio tiene una superficie de 26 km² y una población total de 23 663 habitantes (1 de enero de 2024). Su alcaldesa es Merete Amdisen, miembro del partido político Socialdemócratas (Socialdemokraterne).
En 2023, tenía la mayor proporción de población de origen extranjero de Dinamarca, con un 44,2 %. El 55,8 % tiene origen danés, el 16,3 % turco, el 5,6 % pakistaní y el 22,3 % tiene otro origen (polaco, nepalí, iraquí, rumano, indio, marroquí y búlgaro, entre otros).
La localidad más poblada y donde se ubica la sede del ayuntamiento es la ciudad de Ishøj, que cuenta con uno de los mayores proyectos inmobiliarios de Escandinavia: Vejleåparken (antes Ishøjplanen). Otras localidades son los pueblos de Ishøj Landsby y Torslunde.
Los municipios vecinos son Vallensbæk al este, Høje-Taastrup al norte y al oeste, y Greve al sur.
El municipio de Ishøj no se fusionó con otros municipios el 1 de enero de 2007, como parte de la Reforma municipal de ámbito nacional. 

## Política

### Consejo municipal
El consejo municipal de Ishøj está formado por 19 miembros, elegidos cada cuatro años.
A continuación figuran los concejos municipales elegidos desde la Reforma Municipal de 2007.
| A                                              | C  | F | O | V | Ø |    |       |       |                   |
| 2005                                           | 9  | 1 | 2 | 2 | 3 |    | 17    | 62.6% | Ole Bjørstorp (A) |
| 2009                                           | 11 | 1 | 3 | 2 | 2 | 19 | 60.3% |       | Ole Bjørstorp (A) |
| 2013                                           | 11 |   | 2 | 3 | 2 | 19 | 1     | 67.2% | Ole Bjørstorp (A) |
| 2017                                           | 11 | 2 | 2 | 3 | 1 | 19 | 59.6% |       | Ole Bjørstorp (A) |
| Data from Kmdvalg.dk 2005, 2009, 2013 and 2017 |    |   |   |   |   |    |       |       |                   |

## Personas notables
- Gudrun Stig Aagaard (1895 in the village of Torslunde – 1986) a Danish textile artist who specialized in printed fabrics

## Algunas imágenes

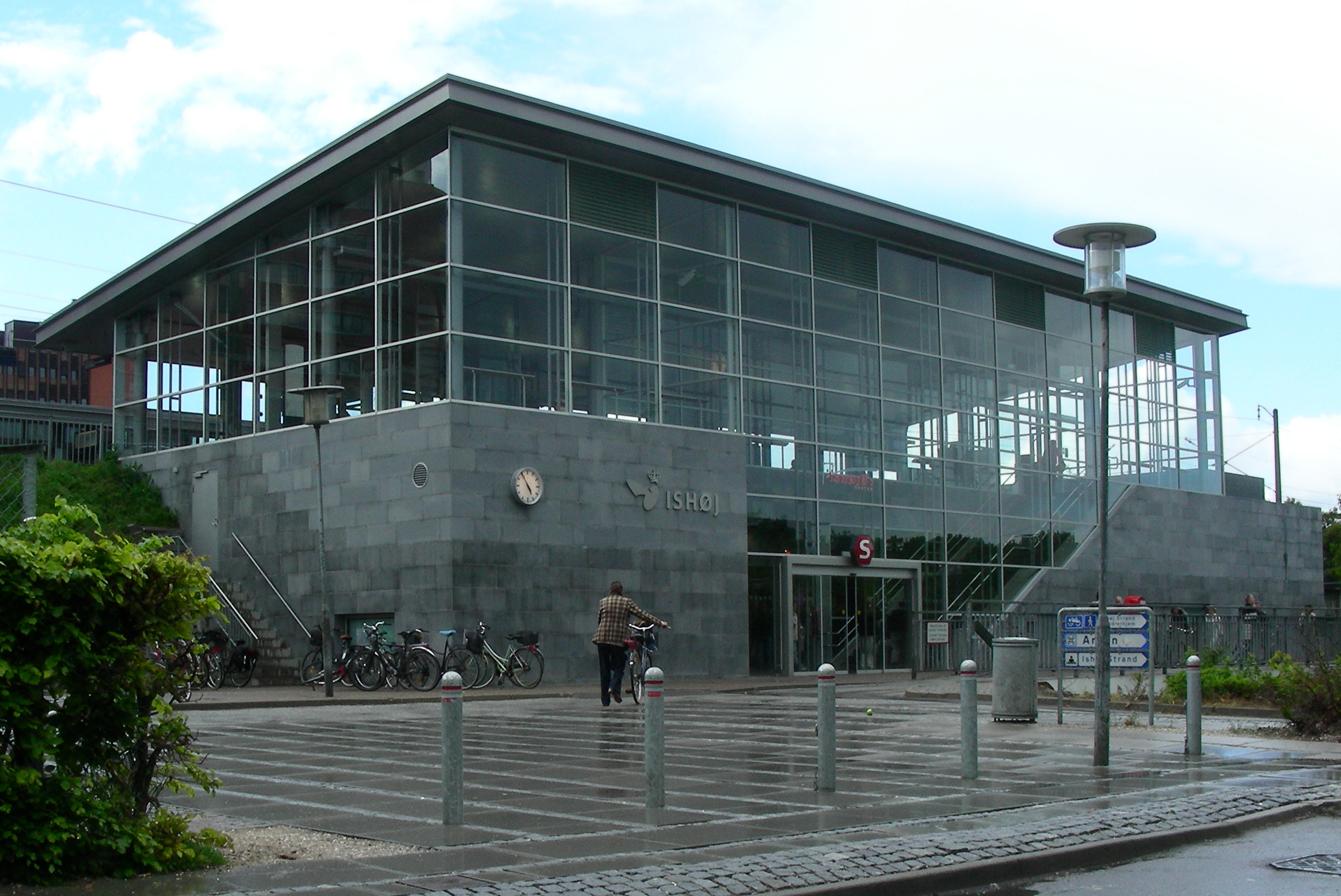
Estación del tren.
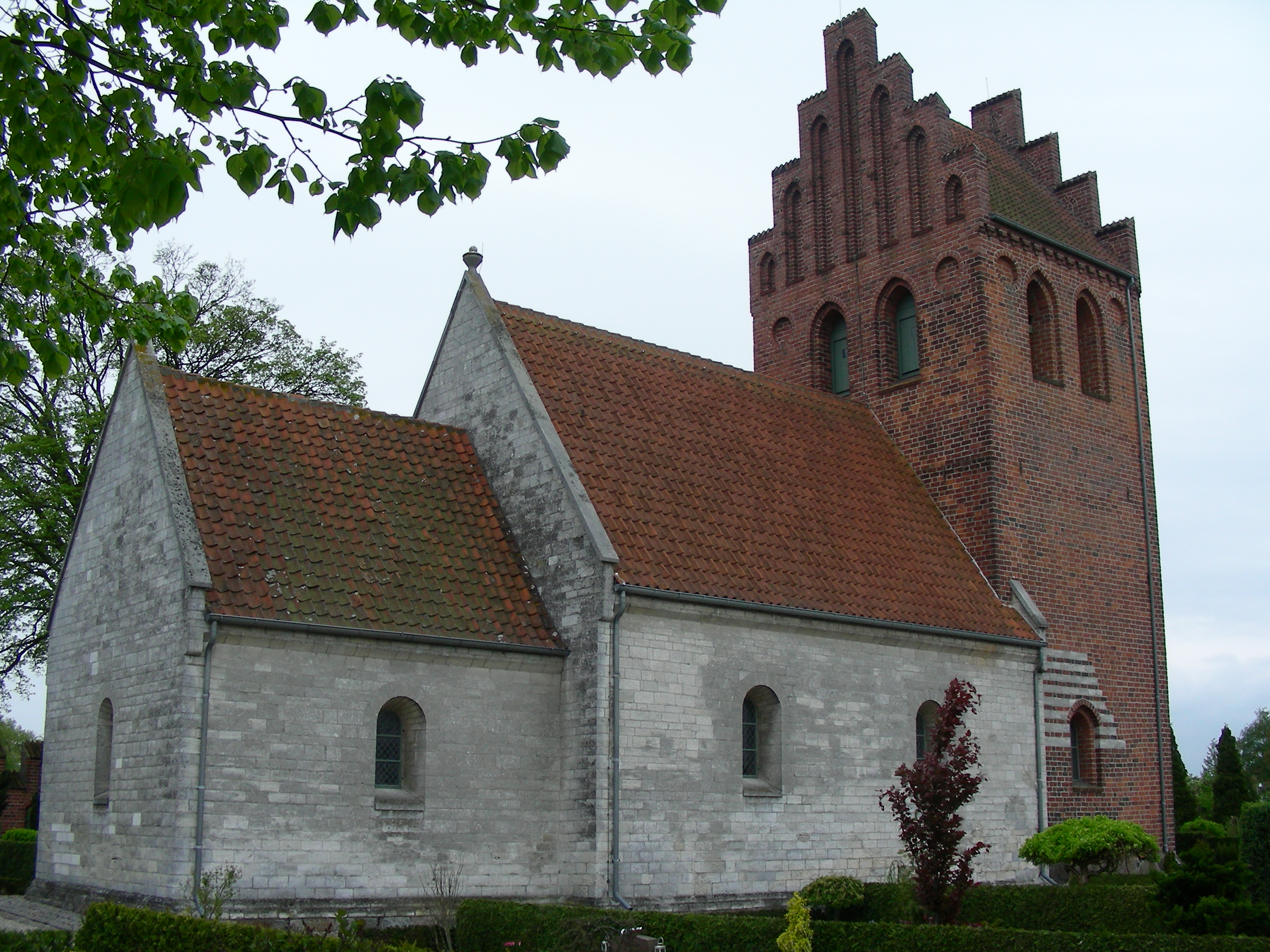
Iglesia.